# Cooperov test
Cooperov test je test fizičke spremnosti. Osmislio ga je Kenneth H. Cooper 1968. godine za potrebe vojske Sjedinjenih Američkih Država.
U izvornom obliku svrha testa je da se izmjeri najdalja pretrčana daljina za 12 minuta vremena. Test je mjerio kondicijsku spremnost pojedinca pretpostavljajući da je ispitanik otrčao određenu daljinu u jednom ritmu bez nepotrebnih sprinteva i brzih trkova.
Rezultat testa je baziran na prijeđenoj daljini, te dobi i spolu ispitanika. Sam rezultat je u korelaciji s potrošnjom i iskoristivosti kisika pojedinca, a koji je bolje vidljiv iz VO2 Max .
Cooperov test je lako provodiv test na velikim grupama ljudi ali težak za trkače jer se trčanjem daljina duljih od 3 kilometra smatra dugim trčanjem a što neposredno znači kod neutreniranih trkača primarnu upotrebu i potrošnju mišića.
Radi usporedbe svjetski rekorder u atletskoj disciplini na 5000 metara Kenenisa Bekele je zadanu dionicu otrčao za 12:37.35., što bi značilo da bi za 12 minuta dosegnuo daljinu od oko 4750 metara.
Primjer tablice koja se primjenjuje kao mjerilo za Cooperov test:
| Dob   |   | Vrlo dobar | Dobar         | Prosječan     | Loš           | Jako loš |
| ----- | - | ---------- | ------------- | ------------- | ------------- | -------- |
| 13-14 | M | 2700+ m    | 2400 – 2700 m | 2200 – 2399 m | 2100 – 2199 m | 2100- m  |
| 13-14 | Ž | 2000+ m    | 1900 – 2000 m | 1600 – 1899 m | 1500 – 1599 m | 1500- m  |
| 15-16 | M | 2800+ m    | 2500 – 2800 m | 2300 – 2499 m | 2200 – 2299 m | 2200- m  |
| 15-16 | Ž | 2100+ m    | 2000 – 2100 m | 1700 – 1999 m | 1600 – 1699 m | 1600- m  |
| 17-20 | M | 3000+ m    | 2700 – 3000 m | 2500 – 2699 m | 2300 – 2499 m | 2300- m  |
| 17-20 | Ž | 2300+ m    | 2100 – 2300 m | 1800 – 2099 m | 1700 – 1799 m | 1700- m  |
| 20-29 | M | 2800+ m    | 2400 – 2800 m | 2200 – 2399 m | 1600 – 2199 m | 1600- m  |
| 20-29 | Ž | 2700+ m    | 2200 – 2700 m | 1800 – 2199 m | 1500 – 1799 m | 1500- m  |
| 30-39 | M | 2700+ m    | 2300 – 2700 m | 1900 – 2299 m | 1500 – 1899 m | 1500- m  |
| 30-39 | Ž | 2500+ m    | 2000 – 2500 m | 1700 – 1999 m | 1400 – 1699 m | 1400- m  |
| 40-49 | M | 2500+ m    | 2100 – 2500 m | 1700 – 2099 m | 1400 – 1699 m | 1400- m  |
| 40-49 | Ž | 2300+ m    | 1900 – 2300 m | 1500 – 1899 m | 1200 – 1499 m | 1200- m  |
| 50+   | M | 2400+ m    | 2000 – 2400 m | 1600 – 1999 m | 1300 – 1599 m | 1300- m  |
| 50+   | Ž | 2200+ m    | 1700 – 2200 m | 1400 – 1699 m | 1100 – 1399 m | 1100- m  |

|          | Vrlo dobar | Dobar         | Prosječan     | Loš           | Jako loš |
| -------- | ---------- | ------------- | ------------- | ------------- | -------- |
| Muškarci | 3700+ m    | 3400 – 3700 m | 3100 – 3399 m | 2800 – 3099 m | 2800- m  |
| Žene     | 3000+ m    | 2700 – 3000 m | 2400 – 2699 m | 2100 – 2399 m | 2100- m  |